# Быченский, Михаил Тимофеевич
Михаил Тимофеевич Быченский (ок. 1766 — 2 февраля 1828) — российский морской офицер, вице-адмирал, участник русско-турецких и наполеоновских войн.

## Биография
Родился в семье дворянина Тверской губернии Тимофея Филипповича Быченского и его супруги Ирины Алексеевны, урожденной Норовлёвой.
По окончании Морского кадетского корпуса, 30 апреля 1785 года произведен в чин мичмана. Во время русско-шведской войны, в чине лейтенанта на линейном корабле «Владислав» участвовал в Гогландском сражении и вместе с кораблем попал в плен. В 1791—1794 годах, командуя 18-пушечным бригом «Нептун», находился в практических плаваниях в Финском заливе. 19 февраля 1793 года произведен в чин капитан-лейтенанта.
В 1798—1800 годах в чине капитан-лейтенанта на корабле «Ретвизан» под командованием капитана 1-го ранга А. С. Грейга участвовал в экспедиции к английским берегам и за отличие при высадке десанта на остров Тексель был награждён орденом Св. Анна III степени на шпагу.
В 1802 году, командовал 44-пушечным фрегатом «Архипелаг» в составе отряда в практическом плавании с гардемаринами в Балтийском море до острова Эланд, а в следующем году, командуя тем же фрегатом находился на кронштадтском рейде. 30 декабря 1803 года произведен в чин капитана 2-го ранга. В 1805—1808 годах, командуя кораблем «Уриил» участвовал в боевых действиях в Средиземном море, Дарданнельском и Афонском сражениях и за отличие награжден орденом Св. Анны II степени. 26 ноября 1807 года награждён орденом Св. Георгия IV степени. После заключения Тильзитского мира находился с кораблем в Триесте, а 26 января 1809 года, после смерти контр-адмирала И. О. Салтанова, принял командование всеми русскими судами на триестском рейде. Подготовил порт Триеста к обороне от англичан, расставив береговые батареи, вооружённые снятыми с части судом орудий, увидев которые, пришедший к Триесту численно превосходящий английский отряд в марте 1809 года отказался от высадки десанта и даже обстрела города и порта и ушёл в море.
После передачи судов французам по требованию императора Александра I в феврале 1810 года вернулся с экипажами сухим путём на родину.
В 1811 году был переведен на Черноморский флот, где вновь участвовал в русско-турецкой войне 1806—1812 гг. Командуя кораблем «Мария» с 27 июня по 15 августа 1811 в составе эскадры вице-адмирала Р. Р. Галла крейсировал в районе Варна — мыс Калиакрая. 24 июля 1811 года командуя отрядом судов захватил у Педераклии турецкие 40-пушечный фрегат «Магубей-Субхан» и 20-пушечный корвет «Шагин-Гирей». В июле — августе 1812 года командуя кораблем «Мария» перевозил войска из Севастополя в Одессу. В 1812—1816 годах командовал кораблем «Мария» на севастопольском рейде и 61-м флотским экипажем. В 1816 году назначен командиром Херсонского порта на место своего брата, Ф. Т. Быченского, с производством 20 января в чин капитан-командора. 18 мая 1818 года награждён орденом Св. Владимира III степени.
16 апреля 1820 года произведен в чин контр-адмирала с назначением обер-интендантом Черноморского флота. 14 января 1825 года награждён орденом Св. Анны I степени.

## Семья
- Брат Алексей Тимофеевич Быченский, вице-адмирал
- Брат Филипп Тимофеевич Быченский, контр-адмирал
- Брат Иван Тимофеевич I Быченский, капитан-командор
- Брат Иван Тимофеевич II Быченский, генерал-лейтенант
- Женат на девице Пепе Францевой, немецкой нации,австрийского владения (данные взяты из формулярного списка РГА ВМФ Ф 406, оп. 4, дело 605). По другим документам она была итальянка.
- Дети: Петр (капитан 1-го ранга, георгиевский кавалер), Михаил (лейтенант флота), Надежда, Любовь, Вера, София. Сыновья закончили Морской корпус, дочери - училище Святой Екатерины (институт благородных девиц)